# Ockley
Ockley est un village et une paroisse civile du Surrey, en Angleterre. Il est situé à une quinzaine de kilomètres à l'ouest de la ville de Crawley, sur la voie romaine de Stane Street qui relie Londres à Chichester. Administrativement, il relève du district de Mole Valley. Au moment du recensement de 2011, il comptait 871 habitants.

## Étymologie
Le nom Ockley provient probablement du vieil anglais lēah « clairière » suffixé au nom de personne « Occa ». Il est attesté dans le Domesday Book sous la forme Hoclei.

## Histoire
En 851, les Vikings sont battus à Ockley par le roi Æthelwulf de Wessex.